# Anagallis acuminata
Anagallis acuminata là một loài thực vật có hoa trong họ Anh thảo. Loài này được Welw. ex Schinz mô tả khoa học đầu tiên năm 1894.